# Романівський маслозавод

Товариство з обмеженою відповідальністю (ТОВ) "Еней"  — підприємство спеціалізується на виробництві вершкового масла та інших молочних продуктів.

## Історія
У 90-х рр завод став відкритим акціонерним товариством і отримав назву ВАТ "Дзержинський маслозавод".
З 2016 року "Еней" стає товариством з обмеженою відповідальністю (ТОВ). Підприємство є самостійним господарюючим суб’єктом, створеним з метою участі у формуванні ринку товарів та послуг, здійснення діяльності за напрямками, що відповідають цілям та завданням підприємства.
ТОВ «Еней» є представником харчової промисловості та перероблення сільськогосподарських продуктів.

## Асортимент продукції
Основна продукція заводу:
−      масло солодковершкове  фасоване «Еней» 73% жирності;
−      масло солодковершкове фасоване особливе «Еней» 73% жирності;
−      масло солодковершкове фасоване «Золото Романава» 72,5% жирності;
−      масло солодковершкове моноліт;
−      спред солодковершковий «Любимий» моноліт 50% жирності;

ТОВ "Еней"

−      спред солодковершковий «Любимий» фасований;

−      сир «Чечель».

## Адреса
- смт. Романів, Житомирська область, Україна.
- вулиця: Щастя, 8.
- індекс: 13002.